# Terra Nova-expeditie

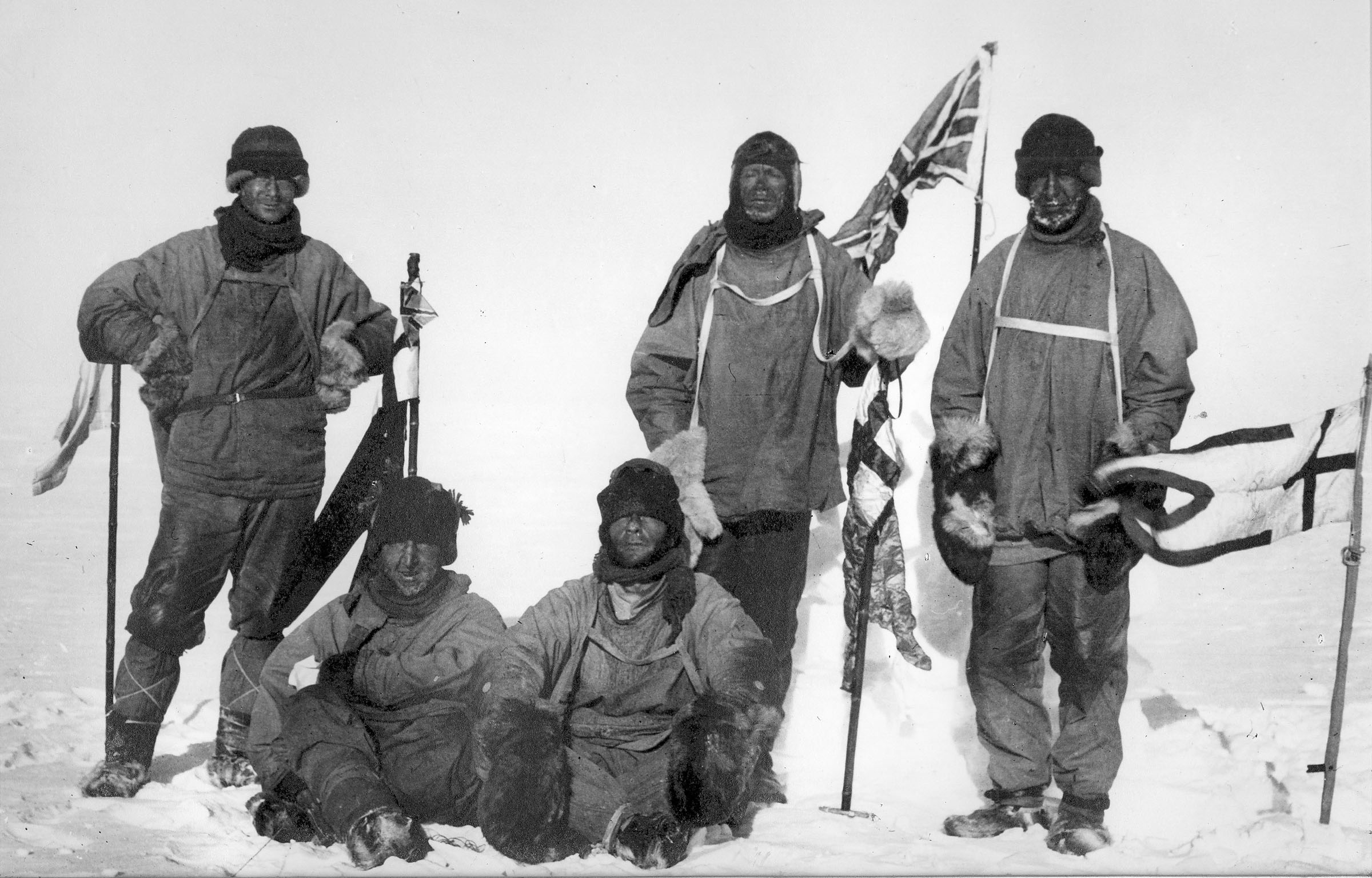
De expeditieleden op de Zuidpool, 18 januari 1912. Van links naar rechts: Wilson, Bowers, Evans, Scott, Oates.

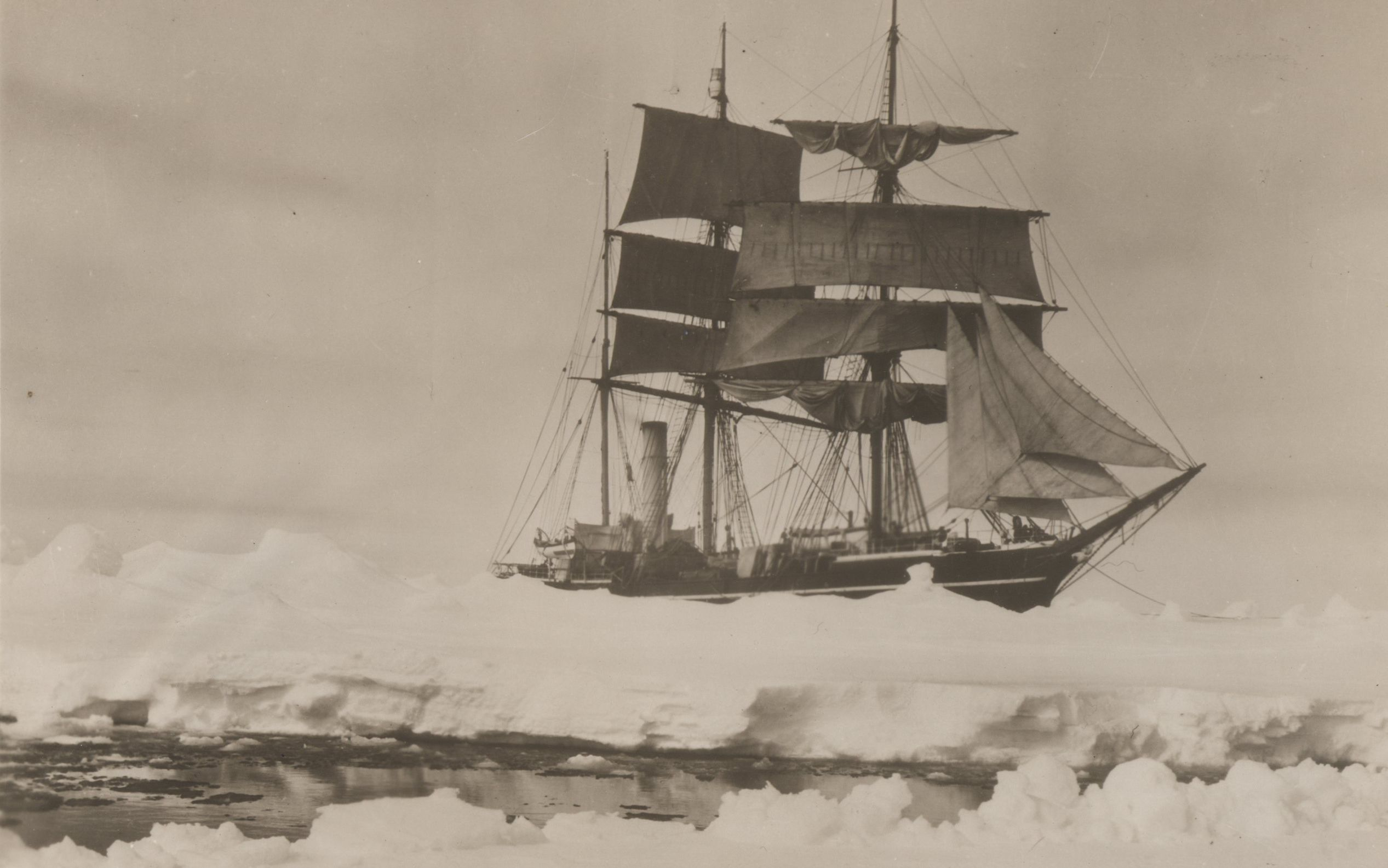
De Terra Nova in het pakijs, vroeg in de expeditie, december 1910, foto Herbert Ponting.

De Terra Nova-expeditie (1910–1913) was een Britse expeditie die ondernomen werd om de Zuidpool te verkennen. De officiële naam is de British Antarctic Expedition 1910. Het doel was de Zuidpool te bereiken en glorie te verkrijgen voor het Britse Rijk. De leider Robert Falcon Scott en vier anderen, Edgar Evans, Lawrence Oates, Edward Wilson en Henry Bowers, bereikten de Zuidpool op 17 januari 1912, ze kwamen er echter achter dat een Noors team onder leiding van Roald Amundsen er 33 dagen eerder was geweest. Op de terugweg stierven alle leden van de expeditie, eerst Evans en Oates, de overige drie nadat zij door een aanhoudende sneeuwstorm niet verder konden trekken.
Scott was op dat moment de meest ervaren poolexpeditieleider. Hij had tussen 1901 en 1904 al de leiding gehad over de Discovery-expeditie. De Terra Nova-expeditie, die genoemd was naar het schip dat hen bevoorraadde, was een privé-onderneming die gefinancierd werd door het publiek. De expeditie kreeg ondersteuning van de Britse marine. Deze stuurde ervaren zeelieden mee om te helpen. Ook de Royal Geographical Society ondersteunde de missie, om te zorgen dat Victorialand, Western Mountains en King Edward VII Land werden verkend. De betreffende gebieden werden inderdaad in kaart gebracht, op King Edward VII Land na. Naast het verkennen van de Zuidpool deden de expeditieleden er ook wetenschappelijk onderzoek.
Scott werd na zijn dood een held. In de voorbije decennia werden echter steeds vaker vraagtekens gesteld bij zijn organisatietalent in relatie met de ramp van de terugtocht.